# HTTP 301
HTTP 301 Moved Permanently  (Movido permanentemente en español)  es un código de estado de HTTP que indica que el host ha sido capaz de comunicarse con el servidor, pero que el recurso solicitado ha sido movido a otra dirección permanentemente. Este error no debe ser confundido con el código 410, que indica que la página fue borrada o con el error 404 que indica que la página no fue encontrada. En cualquier caso, el host fue capaz de establecer comunicación con el servidor porque fue este último el que devolvió el mensaje con el error. No debe confundirse con el error "el servidor no fue encontrado" mostrado por algunos exploradores que indica que el host no pudo comunicarse con el servidor porque no fue encontrado.
Es muy importante configurar las redirecciones 301 en los sitios web y, para ello, hay diferentes métodos y sintaxis para realizar la redirección 301.